# Municipio 9 (Mailand)
Der Municipio 9 (etwa: „9. Stadtbezirk“) ist einer der 9 Stadtbezirke der norditalienischen Großstadt Mailand.
Zum Municipio gehören unter anderem die Stadtteile Affori, Bicocca, Bovisa, Bovisasca, Bruzzano, Comasina, Dergano, Fontana, Isola, Montalbino, Niguarda, Porta Nuova, Prato Centenaro und Segnano.